# Stumble into Grace
Albums de Emmylou Harris
Red Dirt Girl
(2000) All I intented to be
(2008)
Stumble into grace est le vingtième album studio d'Emmylou Harris. Comme le précédent, il se compose majoritairement de titres écrits par la chanteuse. En revanche, il s'éloigne des tonalités rock pour retrouver un country-folk rappelant parfois la musique celtique.

## Liste des titres
Tous les morceaux sont d'Emmylou Harris sauf précision :
1. Here I Am – 3:47
2. I Will Dream (Harris, Kate McGarrigle, Anna McGarrigle) – 5:00
3. Little Bird (Harris, Kate McGarrigle, Anna McGarrigle) – 3:14
4. Time in Babylon (Harris, Jill Cunniff) – 4:37
5. Can You Hear Me Now (Harris, Malcolm Burn) – 5:37
6. Strong Hand – 3:16
7. Jupiter Rising (Harris, Paul Kennerley) – 3:03
8. O Evangeline – 5:41
9. Plaisir d'amour (Traditionnel) – 2:22
10. Lost Unto This World (Harris, Daniel Lanois) – 4:34
11. Cup of Kindness – 3:55

## Musiciens
- Emmylou Harris - chants, guitare acoustique, basse 6 cordes
- Tony Hall - basse, guitare, chœurs
- Brady Blade - percussions, chœurs
- Ethan Johns - percussions, guitare électrique
- Julie Miller - chœurs
- Jane Siberry - chœurs
- Malcolm Burn - basse, guitare électrique, piano, whistling, churanga, percussions, harmonica, Fender Rhodes, B2 organ, chœurs
- Buddy Miller - guitare acoustique, guitare électrique
- Kate McGarrigle - accordéon, guitare acoustique, chœurs
- Anna McGarrigle - accordéon, chœurs
- Daryl Johnson - percussions, basse, chœurs
- Daniel Lanois - pedal steel guitar, electronic orchestra, chœurs
- Bernie Leadon - guitare électrique
- Linda Ronstadt - chœurs
- Kevin Salem - guitare électrique
- Colin Linden - guitare électrique
- Gillian Welch - chœurs
- Jill Cunniff - chœurs